# دار المختار الإسلامي
 دار المختار الإسلامي هي دار للنشر والطبع والتوزيع أسسها حسين عاشور بعد عودته من لبنان عام 1973 و قد تأسست في بشارع وتعد مجلة المختار الإسلامي من أشهر إصدارتها، وقد طبعت أكثر من ألف عنوان إسلامي لمفكرين وعلماء من كافة أنحاء العالم الإسلامي من أبرزهم: أبو الأعلي المودودي وسيد قطب ومالك بن نبي ووحيد الدين خان، كما أخرج رسائل نحو النور التي كانت تطبع بمئات الآلاف، وجاء ذلك مواكبا للصحوة الإسلامية في السبعينيات، وهو ماجعل دار المختار الإسلامي أحد دور النشر للصحوة الإسلامية في مصر.
ثم أسس بعد ذلك الحاج حسين عاشور مجلة المختار الإسلامي و تميزت بتعبيرها عن مختلف التيارات الإسلامية المتواجدة علي الساحة ولم تحصر نفسها علي مدرسة أو تيار بعينه أو تحسب علي حزب من الأحزاب ومازالت تصدر حتي الآن.
الحاج حسين أصدر أيضا مجلة هاجر للمرأة المسلمة، وزمزم للطفل المسلم .

## إصدارات الدار
قائمة بأهم الإصدارات
| عنوان الكتاب                                                                | المؤلف            |
| --------------------------------------------------------------------------- | ----------------- |
| أحاديث الجمعة ومواعظها                                                      | عبد الحميد كشك    |
| فتاوى الشيخ كشك : هموم المسلم اليومية                                       | عبد الحميد كشك    |
| أنبياء الله                                                                 | عبد الحميد كشك    |
| حوار مع مبشر                                                                | أحمد ديدات        |
| المناظرة الكبرى بين الشيخ أحمد ديدات والقس أنيس شوروش                       | أحمد ديدات        |
| حجة الإسلام : الغزالـى                                                      |                   |
| من وراء سلمان رشدى : أسرار المؤامرة على الإسلام                             | فهمى الشناوى      |
| رحلتي من الكفر إلى الايمان: قصة اسلام الكاتبة الأمريكية المهتدية مريم جميلة | محمد يحى          |
| الخمينى : الحل الاسلامى والبديل                                             | فتحى عبد العزيز   |
| بناء الاسره المسلمه موسوعه الزواج الاسلامي                                  | موسوعة            |
| مذكرات الدكتور نجيب الكيلاني الجزء الأول، الجزء التاني                      | نجيب الكيلاني     |
| المسلمون بين الماضي والحاضر والمستقبل                                       | وحيد الدين خان    |
| أنبياء الله للأطفال                                                         | أحمد بهجت         |
| حيوان له تاريخ في خدمة الانبياء                                             | أحمد شفيق بهجت    |
| زوال إسرائيل حتمية قرآنية                                                   | أسعد بيوض التميمي |